# Блоудек XIV
Блоудек XIV "Срака" је једномоторни, једноседи, једнокрилни висококрилац, дрвене конструкције, лаки спортски авион, конструкције и производње инж. Станка Блоудека направљен 1925. године и коришћен до 1932. Био је први југословенски цивилни авион домаће производње.

## Пројектовање и развој
У пролеће 1925. године инж. С. Блоудек је направио планове трупа авиона и предао столарској радионици, која је почетаком лета направила оквирни торзо, реп и кормило. Много је више посла и брига мајстор Јакличу задавала носећа конструкција крила. Крила су крива и за то, што су у јесен на љубљанском сајму у оквиру спортског дела изложбе био уместо комплетног авиона представљен само труп реп и точкови, али без обзира на то, појава овог авиона је изазвала велико интересовање посетилаца и јавности. Крајем октобра су завршена крила која су на аеродрому Шишка причвршћена за труп авиона. Први лет "Сраке" је обављен 3. новембра 1925. а пробни пилот је био Габријел Водисек.

## Технички опис
Авион Блоудек XIV "Срака" је једнокрили висококрилац (парасол) дрвене конструкције, у њега је уграђен ваздухом хлађени двоцилиндрични мотор V распореда енглеске производње Blackburnе tomtit декларисане снаге 18 KS. Носећа конструкција трупа авиона је била потпуно направљена од дрвета а оплата од двене лепенке. Попречни пресек трупа је био трапезаст са полукружном горњом страном. Носећа конструкција крила је од дрвета са једном рамењачом и кутијастом нападном ивицом обложено платном. Крило је имало облик близак правоугаонику. Стајни трап је био фиксан потпуно направљен од металних профила са точковима великог пречника и високо притисним гумама. На трапу је била монтирана дугачка скија која је имала функцију да спречи превртање авиона на нос при нерегуларном слетању. Испод репа се налазила еластична дрвена дрљача.

## Земље које су користиле авион Блоудек XIV-"Срака"
- Краљевина Југославија

## Оперативно коришћење
У септембру 1926. "Срака" је поново излагана, додуше сада комплетна, на Сајму у Љубљани, а затим правила демонстрационе летове на аеродрому Шишка. После једног таквог лета оштећена је приликом слетања, и паркирана је у хангар на аеродрому Шишка све до 1928. године када су је С. Блоудек и Р. Хрибар уступили ОО АК Љубљана за "ситне" паре.
Аеро Клуб је извршио репарацију авиона и ревизију мотора и извршио пробни лет 18. септембра 1932. године. Међутим, и у току ове и наредних проба и даље су се јављали исти проблеми са мотором, због чега се, после принудног слетања у кромпириште 22. септембра 1932. због отказа мотора коначно одустало од оправке и даљег улагања у развој овог авиона. Овај авион никада није регистрован у цивилном регистру авиона у Југославији, вероватно због честих кварова. Током времена једриличари OO AK Љубљана су размонтирали овај авион и делове користили за градњу и поправку својих једрилица.